# Carlos Díaz Gestal
Carlos Díaz Gestal (La Coruña, 8 de agosto de 1933-Lema, 4 de enero de 1993), más conocido como O Xestal, fue un humorista, músico y activista español. Durante las décadas de 1960 y 1970 fue considerado uno de los humoristas gallegos más populares. Además, sufrió represalias durante el franquismo debido a su homosexualidad.

## Trayectoria
Nació en 1933 el barrio de Monte Alto de La Coruña. Era hijo de una cigarrera de la Fábrica de Tabacos y de un trabajador de la Compañía de Tranvías. Pasó sus primeros años en los municipios gallegos de Oleiros, Sada y Cambre.
En 1949, durante la romería de Santa Margarida, se produjo su descubrimiento artístico. Inició su carrera musical en el coro Brétemas e Raiolas como barítono. Desde 1961, cuando lanzó su primer disco, Cuentos Gallegos, con tres relatos, llegó a realizar más de 20 trabajos discográficos, de música tradicional y humor. Algunos de los títulos de sus discos fueron Música y cuentos gallegos, O Xestal cos seus gaiteiros, Contos que van pra feira, Contos de Bergantiños, o San Fins do Castro. Llegó a convertirse en un superventas de cintas de casete. En la prensa nacional de la época, se llegó a publicar que Xestal era quien más casetes vendía de grabaciones no musicales.
Durante su juventud, se hizo popular en el programa Desfile de estrellas de Radio Nacional de España, en el que narraba cuentos e historias en gallego. Sus chistes e historias tenían tintes reivindicativos, con proclamas en contra del caciquismo o en favor de la concentración parcelaria, al contrario de otros humoristas de la época como Arévalo. Fue el primero en crear un híbrido entre la música tradicional y los cuentos en sus grabaciones y actuaciones.
Trabajó por dignificar el folklore y por la visibilización de la música y la lengua gallega. Estudió y recuperó la música tradicional e impulsó diversas formaciones musicales. Se cree que fue el responsable de la recuperación de la Marcha del Antiguo Reino de Galicia, de 1528, que grabó en un disco en 1968 con su grupo folklórico, lo que hizo que esta marcha empezara a ser utilizada en actos institucionales. Fue el fundador del coro Aires de Bergantiños.
Formó parte de agrupaciones históricas como Cántigas da Terra, Follas Novas y Toxos e Froles. Al igual que otros artistas gallegos como Ana Kiro o Los Tamara, Xestal actuó en países como Holanda, Inglaterra, Suiza o Alemania, además de en el continente americano. Algunos de sus discos contaron con ediciones específicas en Uruguay y Venezuela.
A pesar de su éxito, casi no obtuvo beneficio económico. Además, algunos sectores de la cultura gallega no veían con buenos ojos a O Xestal. En 1974 se mudó con su madre a Lema. Apoyó conciertos benéficos y como activista se involucró en diversas acciones reivindicativas durante los últimos años del franquismo y principios de la Transición, como la lucha por llevar la luz eléctrica a su aldea. En mayo de 1977 participó en la protesta contra la privatización encubierta del arenal de Baldaio, por lo que fue identificado y multado. Además, al significarse en esa protesta, que encabezó el Bloque Nacionalista Galego, algunos de sus vecinos le dieron la espalda.
Fue detenido en una redada junto a otras personas que llamaron 'peligros sociales'. Recibió una denuncia por corrupción de menores que le supuso la cárcel al aplicársele la ley sobre peligrosidad y rehabilitación social. Fue encarcelado en la prisión de Badajoz, donde sufrió diversas vejaciones y lo condenó al ostracismo.
A mediados de la década de 1970 se trasladó a Seixo, parroquia de Lema, donde pasó los últimos 20 años de su vida en Seixo, parroquia de Lema. A finales de la década de 1980, O Xestal volvió al ámbito público a raíz de la aparición de los canales autonómicos en lengua gallega. En esa época, popularizó la canción Apaga o Candil, que interpretó en el programa Luar dos meses antes de morir. Durante la última fase de su vida, también colaboró con Antena 3 Bergantiños, que después se convirtió en Radio Voz.
Falleció el 4 de enero de 1993 de un derrame cerebral a los 59 años en Lema, parroquia de Carballo. Fue enterrado al día siguiente en el cementerio de San Martiño de Razo, en Carballo, en un nicho cedido por una vecina. Su cuerpo se trasladó posteriormente a otra sepultura sin identificar en la zona dedicada a “Sacerdotes y pobres”.

## Reconocimientos
En 1964 fue reconocido con la Medalla al Mérito del Turismo, que le entregó Manuel Fraga. En 1994, en Carballo se realizó un acto en homenaje a Xestal, en el que participó el actor Carlos Blanco Vila. En la misma localidad, se realizó en 2010 otro acto de homenaje, en esta ocasión organizado por la asociación cultural Lumieira y otros artistas y colectivos artísticos de Bergantiños. Asimismo, en 2013 se celebró otro acto en la misma localidad para conmemorar el vigésimo aniversario de su fallecimiento.
En 2023, el concello de Carballo programó una serie de actividades en homenaje a Xestal a lo largo del año con motivo del 90 aniversario de su nacimiento. El primer acto, coincidiendo con la efeméride de su fallecimiento el 4 de enero, se realizó en un homenaje ante su tumba, aún sin identificar, a la que se le colocó una placa y en el que participaron el alcalde de Carballo Evencio Ferrero, el promotor cultural Xurxo Souto, y la Banda Municipal de Gaitas.